# Preußische T 1

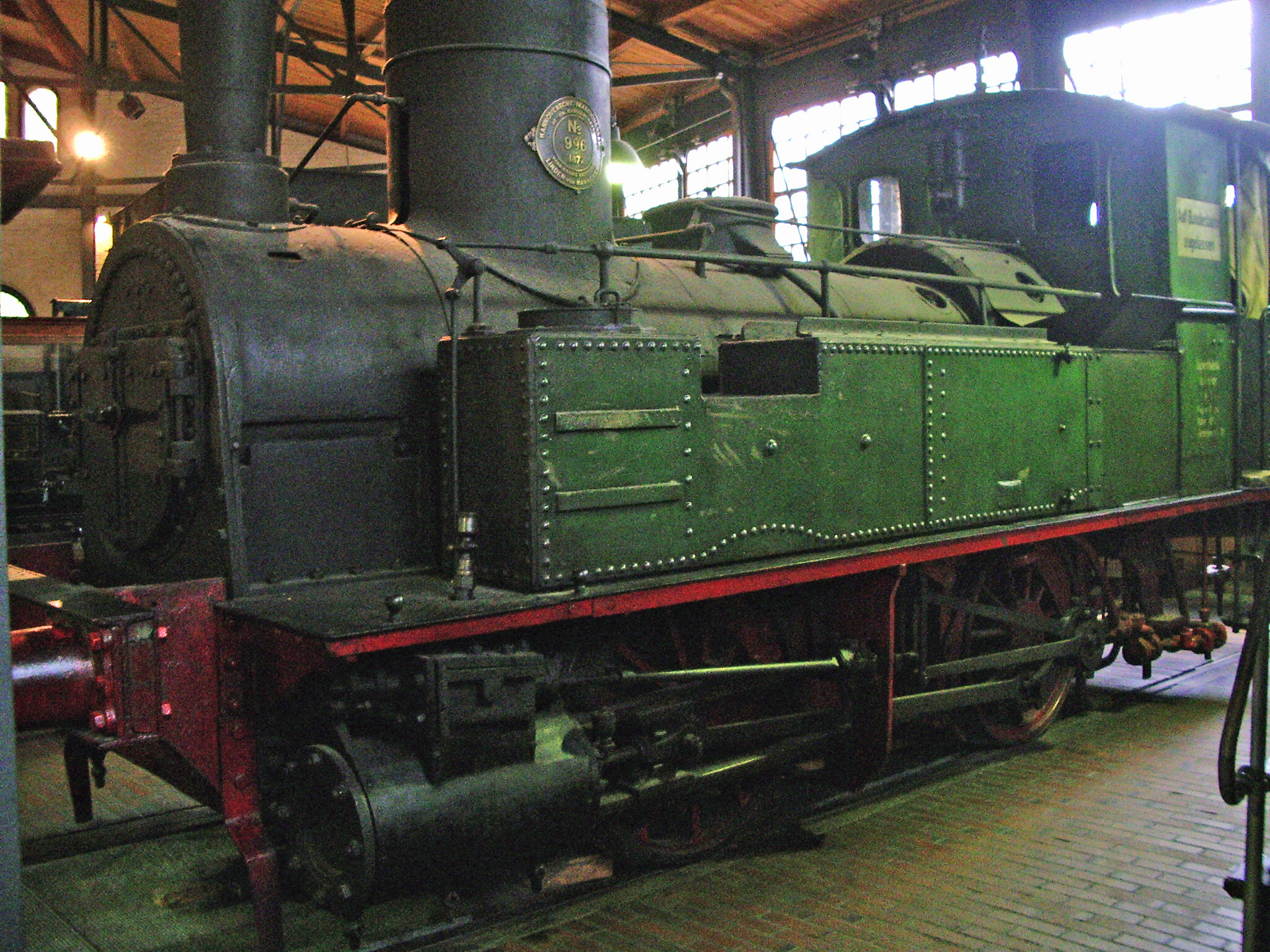
B-Tenderlok Kiel von 1872 im Deutschen Technikmuseum Berlin, 2008

Unter der Gattung T 1 ordneten die Preußischen Staatseisenbahnen einige ältere Tenderlokomotiven der Achsfolge B1 sowie einige Tenderlokomotiven der Achsfolge B ein. Sie waren für den Dienst auf Nebenbahnen vorgesehen.

## Normalbauart
| T 1 (Preußen) Normalbauart | T 1 (Preußen) Normalbauart |
| -------------------------- | -------------------------- |
| Anzahl:                    | 76 + 1 (Verbund)           |
| Hersteller:                | Henschel & Sohn, Schichau  |
| Baujahr(e):                | 1882–1886                  |
| Ausmusterung:              | 1924                       |
| Achsformel:                | B                          |
| Spurweite:                 | 1.435 mm                   |
| Länge über Puffer:         | 7.180 mm                   |
| Dienstmasse:               | 22,2 t                     |
| Reibungsmasse:             | 22,2 t                     |
| Radsatzfahrmasse:          | 11,1 t                     |
| Höchstgeschwindigkeit:     | 30 km/h                    |
| Treibraddurchmesser:       | 1.080 mm                   |
| Zylinderdurchmesser:       | 270 mm                     |
| Kolbenhub:                 | 550 mm                     |
| Kesselüberdruck:           | 12 bar                     |
| Rostfläche:                | 0,82 m²                    |
| Verdampfungsheizfläche:    | 42,00 m²                   |

T 1 in Normalbauart (Betriebsnummer Bromberg 810), Hersteller Schichau, Baujahr 1882

Für den Verkehr auf Nebenbahnen wurde eine kleine Tenderlokomotive mit der Achsfolge B konstruiert und auch in die preußischen Normalien aufgenommen, um zu einer Vereinheitlichung im Lokomotivpark der Preußischen Staatseisenbahnen zu kommen. Es wurden in den Jahren von 1882 bis 1886 insgesamt 74 Lokomotiven dieses Typs von verschiedenen Herstellern an die Staatseisenbahnen geliefert. Dazu kamen noch an ehemalige Privatbahnen, z. B. Nordhausen-Erfurter-Eisenbahn-Gesellschaft, Werra-Eisenbahn-Gesellschaft, gelieferte Lokomotiven, die ebenfalls unter der Bezeichnung T 1 eingereiht wurden (siehe: Krauss Typ XV).
Zu Vergleichszwecken wurde 1883 auch eine Lokomotive in Verbund-Bauart als Bromberg 824 von Schichau geliefert. Sie wurde zusammen mit den anderen T 1 eingesetzt und wurde 1906 in T 1 Stettin 6007 und 1909 in T 1 Altona 6010 umgezeichnet.
Im Jahr 1888 wurden im Zuge der Aufteilung der Berlin-Dresdener Eisenbahn-Gesellschaft zwischen Preußen und Sachsen zwei Lokomotiven dieses Typs an die Königlich Sächsischen Staatseisenbahnen abgegeben und dort als E VII T bezeichnet.
Die Deutsche Reichsbahn übernahm nur noch eine Lokomotive aus Sachsen als 98 7021 in ihren vorläufigen Umzeichnungsplan für Länderbahnlokomotiven, diese wurde aber 1924 ausgemustert. Die in Preußen gebliebenen T 1 wurden schon bis 1920 ausgemustert.
Mit der Verstaatlichung der Privatbahnen kamen im Jahr 1950 zwei Lokomotiven als 98 6005 und 98 6008 zur Deutschen Reichsbahn, die weitgehend der T 1 entsprachen. Sie waren 1901 bzw. 1913 an Kleinbahnen geliefert worden und wurden 1959 bzw. 1955 ausgemustert.

## Bromberger Bauart
| T 1 (Preußen) Bromberger Bauart | T 1 (Preußen) Bromberger Bauart | T 1 (Preußen) Bromberger Bauart |
| ------------------------------- | ------------------------------- | ------------------------------- |
| Anzahl:                         | 2                               | 6                               |
| Hersteller:                     | Schichau                        | BMAG                            |
| Baujahr(e):                     | 1880                            | 1882                            |
| Ausmusterung:                   | 1894                            |                                 |
| Bauart:                         | Bn2vt                           | Bn2t                            |
| Länge über Puffer:              | 6.489 mm                        | 6.940 mm                        |
| Dienstmasse:                    | 20,0 t                          | 20,6 t                          |
| Reibungsmasse:                  | 20,0 t                          | 20,6 t                          |
| Radsatzfahrmasse:               | 10,0 t                          | 10,3 t                          |
| Treibraddurchmesser:            | 1.120 mm                        | 1.070 mm                        |
| Zylinderdurchmesser:            | 240 / 380 mm                    | 270 mm                          |
| Kolbenhub:                      | 450 mm                          | 520 mm                          |
| Kesselüberdruck:                | 12 bar                          | 12 bar                          |
| Rostfläche:                     | 0,73 m²                         | 0,75 m²                         |
| Verdampfungsheizfläche:         | 31,2 m²                         | 39,9 m²                         |

Von Schichau gebaute T 1 Bromberger Bauart, Betriebsnummer Bromberg 802

Im Jahr 1880 stellte die Eisenbahn-Direktion Bromberg der Preußischen Staatseisenbahnen zwei Verbund-Tenderlokomotiven als Bromberg 801 und 802 in Dienst. Sie zählten zu den ersten Verbund-Tenderlokomotiven der Preußischen Staatseisenbahnen und waren für den Nebenbahndienst vorgesehen. Sie wurden bis 1894 ausgemustert.
Im Jahr 1882 baute die BMAG sechs Tenderlokomotiven für die Eisenbahn-Direktion Bromberg der Preußischen Staatseisenbahnen der Bauart Bn2t. Sie wurden zuerst als Bromberg 811–816, ab 1906 als T 1 Danzig 6031–6036 bezeichnet und waren ebenfalls für den Nebenbahndienst vorgesehen.

## Magdeburger Bauart
| T 1 (Preußen) Magdeburger Bauart | T 1 (Preußen) Magdeburger Bauart |
| -------------------------------- | -------------------------------- |
| Anzahl:                          | 7                                |
| Hersteller:                      | Vulcan Stettin                   |
| Baujahr(e):                      | 1882                             |
| Ausmusterung:                    | 1911                             |
| Bauart:                          | Bn2t                             |
| Länge über Puffer:               | k. A.                            |
| Dienstmasse:                     | 21,8 t                           |
| Reibungsmasse:                   | 21,8 t                           |
| Radsatzfahrmasse:                | 10,9 t                           |
| Treibraddurchmesser:             | 1.240 mm                         |
| Zylinderdurchmesser:             | 280 mm                           |
| Kolbenhub:                       | 450 mm                           |
| Kesselüberdruck:                 | 12 bar                           |
| Rostfläche:                      | 0,68 m²                          |
| Verdampfungsheizfläche:          | 37,8 m²                          |

Die Eisenbahndirektion Magdeburg der Preußischen Staatseisenbahnen stellte im Jahr 1882 sieben Tenderlokomotiven der Bauart Bn2t für den Verkehr mit sogenannten Omnibuszügen zwischen Halle und Leipzig in Dienst. Sie trugen die Nummern Magdeburg 867 bis 873. Sie wurden schon bald für diese Aufgabe zu schwach und daher ab 1902 ausgemustert. Eine Lokomotive wurde noch zur T 1 Halle 6040 umgezeichnet und 1911 ausgemustert.

## Bauart Lentz
| T 1 (Preußen) Bauart Lentz | T 1 (Preußen) Bauart Lentz | T 1 (Preußen) Bauart Lentz |
| -------------------------- | -------------------------- | -------------------------- |
| Anzahl:                    | 20                         |                            |
| Hersteller:                | Hohenzollern               |                            |
| Baujahr(e):                | 1880–1882                  |                            |
| Ausmusterung:              | 1911                       |                            |
| Bauart:                    | Bn2t                       |                            |
| Länge über Puffer:         | 5660–6700 mm               |                            |
| Dienstmasse:               | 14,3–26,0 t                |                            |
| Reibungsmasse:             | 14,3–26,0 t                |                            |
| Radsatzfahrmasse:          | 7,15–13,0 t                |                            |
| Treibraddurchmesser:       | 1000–1280 mm               |                            |
| Zylinderdurchmesser:       | 220–300 mm                 |                            |
| Kolbenhub:                 | 350–420 mm                 |                            |
| Kesselüberdruck:           | 12 bar                     |                            |
| Rostfläche:                | 0,40–0,65 m²               |                            |
| Verdampfungsheizfläche:    | 15,7–36,3 m²               |                            |

Um die Wende von den 1870er zu den 1880er Jahren entwickelte die Actien-Gesellschaft für Lokomotivbau Hohenzollern in Düsseldorf unter ihrem Direktor Lentz eine zweiachsige Tenderlokomotivbauart für Omnibuszüge, die auch unter dem Namen „Hohenzollern-Patentlok“ bekannt wurde. Die Besonderheit dieses Lokomotivtyps war, dass die Zylinder zwischen den Treibachsen lagen und die Kuppelstangen somit außen an den Zylindern vorbeigeführt werden mussten. Die beiden Radsätze konnten an den Lokomotivenden angeordnet werden, so dass ein verhältnismäßig großer Achsstand bei auf ein Mindestmaß reduzierten überhängenden Massen erreicht wurde. Dadurch wurden gute Laufeigenschaften auch bei höheren Geschwindigkeiten erzielt.
Von dieser Bauart wurden insgesamt 20 Lokomotiven an verschiedene preußische Eisenbahngesellschaften und -direktionen geliefert. Die Abmessungen der Lokomotiven waren sehr unterschiedlich; die größte war die als Probelok für die Berliner Stadtbahn gelieferte Nr. 601 der Niederschlesisch-Märkischen Eisenbahn.
An preußische Bahnen wurden folgende Lokomotiven geliefert:
- Berlin-Hamburger Eisenbahn: 4 Lokomotiven, SCHILDHORN bis SACHSENWALD, 1880
- Holsteinische Marschbahn: 2 Lokomotiven, KRONPRINZENKOOG und FRIEDRICHSKOOG, 1880
- Niederschlesisch-Märkische Eisenbahn: 1 Lokomotive, Nr. 601, 1880
- KED Bromberg: 2 Lokomotiven, Nr. 803 und 804, 1881
- KED Magdeburg: 2 Lokomotiven, Nr. 865 und 866, 1881
- Berlin-Stettiner Eisenbahn: 6 Lokomotiven, Nr. A229 bis A234, 1881
- Oberschlesische Eisenbahn: 3 Lokomotiven, Nr. 622 bis 624, 1882

Im Jahr 1906 wurde nur noch die ehemalige KRONPRINZENKOOG der Holsteinischen Marschbahn in T 1 Altona 6001 umgezeichnet. Die ehemalige 601 der Niederschlesisch-Märkischen Eisenbahn war kurz vor ihrer Umzeichnung in T 1 Berlin 6003 ausgemustert worden.

## Weitere in die Gruppe T 1 eingeordnete Lokomotiven
- Krauss Typ XV
- BLE 7–10
- DEBG 9 und 10 – Deutsche Eisenbahn-Betriebsgesellschaft Nummern 9 und 10